# Tomas Niklasson (konstnär)
Tomas Hans Niklasson, född 6 oktober 1955, från Rustorp, Gärdhem, är en svensk konstnär. Han arbetar med grafik, måleri, skulptur och digital konst. 
Han utbildade sig på Konstindustriskolan (HDK) i Göteborg 1976–1979, i Hovedskous målarskola i Göteborg 1980–1983 och vid Valands konsthögskola 2002–2005 med avslutande magisterexamen. Han har haft en adjunktstjänst vid HDK-Valand vid Göteborgs universitet.
Sedan 2015 har av hans konstverk varit del av den permanenta utställningen vid det polska konstmuseet Muzeum Miniaturowej Sztuki Profesjonalnej Henryk Jan Dominiak w Tychach i provinsen Śląsk i södra Polen. Tomas Niklassons konst finns också i museisamlingen på Shcherbenko Art Centre i Kiev, Ukraina.
Tomas Niklasson är rankad bland de 1 000 000 bästa globalt, enligt Artfacts konstnärs rankning globala. Niklassons bästa rankning var 1991, med den mest dramatiska förändringen 2017.

## Utställningar

### Separat (urval)
- Contemporary Painting 2019 på The Brick Lane Gallery i London i Storbritannien (2019)[10][11]
- "Fragments", Galeria Biala Podlaska, Biała Podlaska, Polen (2012)[1]
- "Communications" Bottega gallery, Kiev, Ukraina (2011)[1]
- Galeria Biala Podlaska, Biała Podlaska, Polen (2011)[1]
- Galleri Konstnärscentrum, Göteborg (2007)[1]
- "Straight Line" Vitehalls konsthall (2006)[1]
- "Galleri Victoria" Göteborg (2005)[1]
- "Metamorfos”, Dals Långeds konsthall (2004)[1]
- Röda Sten, Göteborg (2002)[1]
- Konsthallen Trollhättan (2000)[1]
- Galleri Koch, Stenungsund (1999)[1]
- Galleri MB, Stockholm (1993)[1]
- Galleri Aveny, Göteborg (1990)[1]

### Samlings (urval)
- Galeria Biala Podlaska, Biała Podlaska, Polen (2015)[12][13][14][15]
- "[=]" Shcherbenko Art Centre, Kiev, Ukraina med Ken Greenleaf (USA), David Powell (Tyskland), Serge Momot, Tiberiy Szilvashi, Constantin Rudeshko, Badri Gubianuri (Ukraina) (2012)[1]
- Night of 1000 drawings, Lagerhuset Göteborg (2011)[1]
- Bottna Landart (2008)[1]
- Kollegor, Steneby konsthall (2007)[1]
- "Valand, Helsingfors Akademien, Glasgow Art school": Glasgow (2004)[1]
- "Det här är inte film", Hotell Clarion, Stockholm (Konsthögskolorna i Sverige) (2004)[1]
- Borås Konstmuseum- Valands utställningen (2004)[1]
- Göteborgs Konstmuseum: "Göteborgskonst" (med bl.a Inge Schiöler, Carl Kylberg, Alf Lindberg, Ragnar Sandberg, Ivan Ivarsson, Olle Skagerfors) (1995)[1]
- Liljevalchs vårsalong (1992, 1984)[1]

### Installationer (urval)
- Shelter. Material: Kogödsel, nät och rep, Trollhättans konsthall (2017)[16][17][18]
- [=] Shcherbenko Art Centre, Kiev Ukraina (2012)[16]
- Platerów, École (Zespół Placówek Oświatowych w Platerowie), Polen (2011)[16]
- Väverska Offentligt verk, Sjuntorps fabriker, ca 5 m hög (2010)[16]
- Communication Steneby konsthall (2009)[16]
- Metamorfos Steneby konsthall. Tema: Skydd/oskydd - utsatthet/trygghet. Att likt en insekt bygga sig ett bo. "Puppan" består av material som hittats på orten. (2004)[16]
- Traces Rotor II, Valand. Måleri (1,2), film (Traces), brodyr. (2003)[16]
- Clay in Face Vänersborgs konsthall, Objekt av kogödsel, TV-monitor. (1997)[16]
- Rörelser Utsmyckning Trollhättans sporthall, Skulptur i entrén, trä och armeringsjärn (höjd ca 5 m), Målningar i simhallen. (1994)[16]